# 石泉新村
石泉新村是位於中華人民共和國上海市普陀區石泉路街道的住宅區，住宅區的名字得名自石泉路。石泉新村东至光新路，南至石泉路，西至旬阳路，北至华池路。占地10.65万平方米。石泉新村內一度有楼房98幢。
石泉新村在建成前當地有茨菇塘、侯家宅等自然村落以及农田和坟地。1955年至1986年间先后建成石泉一村至六村。